# 甲州流
甲州流（こうしゅうりゅう）とは、小幡景憲が開いた軍学流派。武田信玄の戦術を理想化している。甲州流軍学、武田流、信玄流とも呼ばれる。

## 概要
小幡家は武田信縄の代から武田氏に仕え、小幡景憲の父・昌盛は高坂昌信の寄騎であったという。武田氏滅亡後、小幡家は他の武田遺臣とともに徳川氏に仕えた。
小幡景憲は1595年（文禄4年）に徳川秀忠のもとを致仕し、武田氏の遺臣を訪ねてまわって軍法を学んだという。主なところで、山本勘助より軍法を伝授されたという広瀬景房、馬場信房より城取りの伝を伝授されたという早川幸豊、上泉流軍配を伝える岡本宣就らに学んだという。
そして時期は不明だが『甲陽軍鑑』を入手し、これに武田遺臣たちより学んだ内容を加えた軍学を教授した。
景憲の門人は多く、細川光尚（熊本藩主）、浅野長治（三次藩主）、永井尚政（淀藩主）、水野忠胤（水野藩主）ら大名の門人もいた。門人中で最も優れた北条氏長、富永勝由、梶定良、近藤正純は「小幡門四哲同学」と呼ばれ、四哲を含む11名の優れた門人が「甲州流十一哲衆」と呼ばれた。

## 各地への伝播
景憲の甥・小幡景行の子孫は広島藩に仕え、甲州流軍学を教授した。
景憲の家臣で門人でもあった杉山盛政は久松松平家に仕えた。松平定信はこの系統の甲州流軍学を学んでいる。
淀藩主で景憲の門人でもあった永井尚政は、家臣に甲州流軍学を教授した。この系統は尾張藩、忍藩、高田藩にも伝わった。また、この系統より手鑑流、甲陽的伝流が分かれた。
景憲の門人の佐々木秀乗は仙台藩に仕えた。この系統より加賀藩の有沢永貞を輩出している。
加賀藩には複数の系統の甲州流軍学が伝わった。甲州流と山鹿流を学んだ有沢永貞は前田綱紀に仕え、有沢家は代々、加賀藩で甲州流軍学を教授した。このため有澤流とも呼ばれた。この系統のほか、景憲の門人の星野泰吉が前田綱紀に仕えた時期に教授した系統も加賀藩に残った。
尾張藩にも複数の系統で甲州流が伝わっており、永井尚政の系統と小幡景行の系統が伝わっている。
浅野家藩政期の赤穂藩の軍学は山鹿流で知られるが、四哲の一人である近藤正純が浅野長直に仕えており、赤穂移封後も浅野家中で甲州流を教授していた。正純の子・近藤勝久は津山藩に仕えた。
八戸藩にも伝わっている。
この他、多くの藩に甲州流は伝わった。
分派も多いが、その中でも四哲の一人の北条氏長が甲州流より迷信的要素を除いて開いた北条流、山鹿素行が儒教思想を基盤として開いた山鹿流が特に有名である。

## 主な甲州流軍学者
- 小幡景憲

### 小幡門四哲同学
- 北条氏長（北条流を開く）
- 富永勝由
- 梶定良
- 近藤正純

### その他の甲州流軍学者
- 山鹿素行　北条氏長の弟子。北条流も学び山鹿流を開く[3]
- 大道寺友山

北条氏長の弟子
- 近藤正憲
- 有沢永貞　山鹿流も学ぶ
- 武田観柳斎
- 窪田清音    甲州流に加えて山鹿流、越後流、長沼流を兼修[4]。